# Валід Хаміді
Валід Хаміді (араб. وليد حميدي, нар. 16 жовтня 1996, Оран) — алжирський футболіст, нападник косовського клубу «Балкані» (Теранде).
Виступав, зокрема, за клуби «Оран» та «Шкупі».
Чемпіон Македонії.

## Ігрова кар'єра
Народився 16 жовтня 1996 року в місті Оран. Вихованець юнацьких команд футбольних клубів «Оран» та «ЕС Сетіф».
У дорослому футболі дебютував 2016 року виступами за команду «Оран», у якій провів два сезони, взявши участь у 7 матчах чемпіонату. 
Своєю грою за цю команду привернув увагу представників тренерського штабу клубу «АСМ Оран», до складу якого приєднався 2018 року.
У 2019 році уклав контракт з клубом «ЖСМ Скікда», у складі якого провів наступні два роки своєї кар'єри гравця. 
З 2021 року два сезони захищав кольори клубу «Шкупі». Більшість часу, проведеного у складі «Шкупі», був основним гравцем атакувальної ланки команди.
До складу клубу «Балкані» (Теранде) приєднався 2023 року. Станом на 22 грудня 2023 року відіграв за команду з Теранде 11 матчів в національному чемпіонаті.

## Титули і досягнення
- Чемпіон Македонії (1):

«Шкупі»: 2021-2022